# V569 Возничего
V569 Возничего (лат. V569 Aurigae) — двойная затменная переменная звезда типа Беты Лиры (EB) в созвездии Возничего на расстоянии приблизительно 6678 световых лет (около 2048 парсеков) от Солнца. Видимая звёздная величина звезды — от +13,5m до +13m. Орбитальный период — около 1,1833 суток.

## Характеристики
Первый компонент — жёлто-белая звезда спектрального класса F. Радиус — около 3,97 солнечных, светимость — около 20,799 солнечных. Эффективная температура — около 6190 К.
Второй компонент — жёлто-белая звезда спектрального класса F.